# 히메시마촌
히메시마촌(일본어: 姫島村)은 일본 오이타현 북동부에 있는 섬인 히메시마섬을 행정구역으로 하는 히가시쿠니사키군의 촌이다.

## 지리

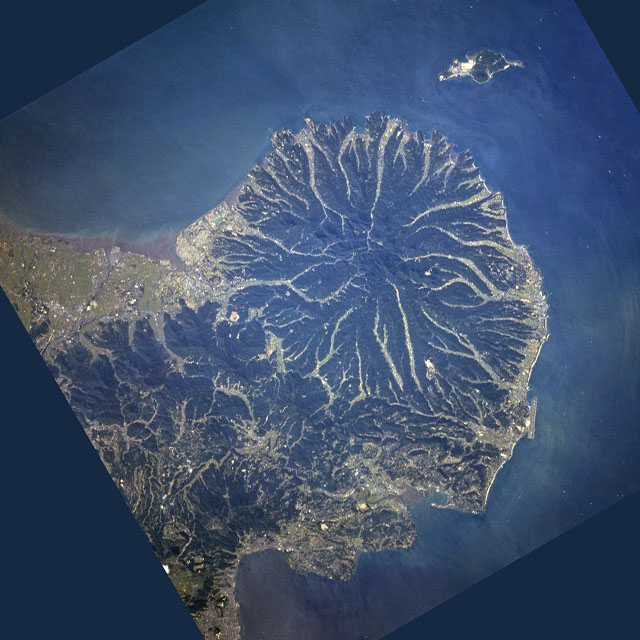
구니사키 반도와 히메시마섬

오이타현 구니사키 반도의 북쪽, 세토 내해 서단에 있는 섬이다. 구니사키시 구니미정의 중심부에서 약 6km 떨어진 해상에 위치한다. 섬의 길이는 동서 약 7km, 남북 약 4km로 동서로 긴 형태를 하고 있다. 섬 중앙부에 해발 266m의 야하즈산, 섬 서단에 해발 105m의 다루마산, 섬 서북부에 해발 62m의 시로산이 있고 이 3개의 산의 사이로 중심 취락이 있다.
섬 서북부(시로섬 북쪽)의 간논자키 지구엔은 흑요석의 절벽이 있다. 흑요석이 노천에 나와 있는 장소는 일본 내에서는 지극히 수가 적다.
섬 내부에는 사각형, 원형 등 인공적으로 만든 것 같이 생긴 호수가 많이 존재하는데 이 호수는 전부 보리새우 양식장이다.

## 역사
히메시마산의 흑요석으로 만들어진 석기가 주고쿠, 시코쿠의 조몬 시대 유적에서 발견되고 있어 이 시대에 넓게 교역을 하고 있던 것으로 추정된다. 중세에는 오토모씨의 수군, 해변에 사는 사람들의 근거지 중 하나가 되었다. 1864년의 시모노세키 전쟁에서는 영국, 미국, 프랑스, 네덜란드의 연합 함대가 히메시마섬을 거점으로 했다.
1889년 4월 1일에 정촌제 시행으로 히메시마촌이 성립하였다.

## 경제
섬이기 때문에 어업 및 거기와 관련된 관광업이 주 산업이다. 선대 촌장인 후지모토 쿠마오가 망해가고 있던 염전업을 대체하기 위해 보리새우 양식업을 시작했으며 히메시마촌산 보리새우는 일본 전체 보리새우 생산량의 10%에 달할 정도로 많이 생산된다.

## 교통

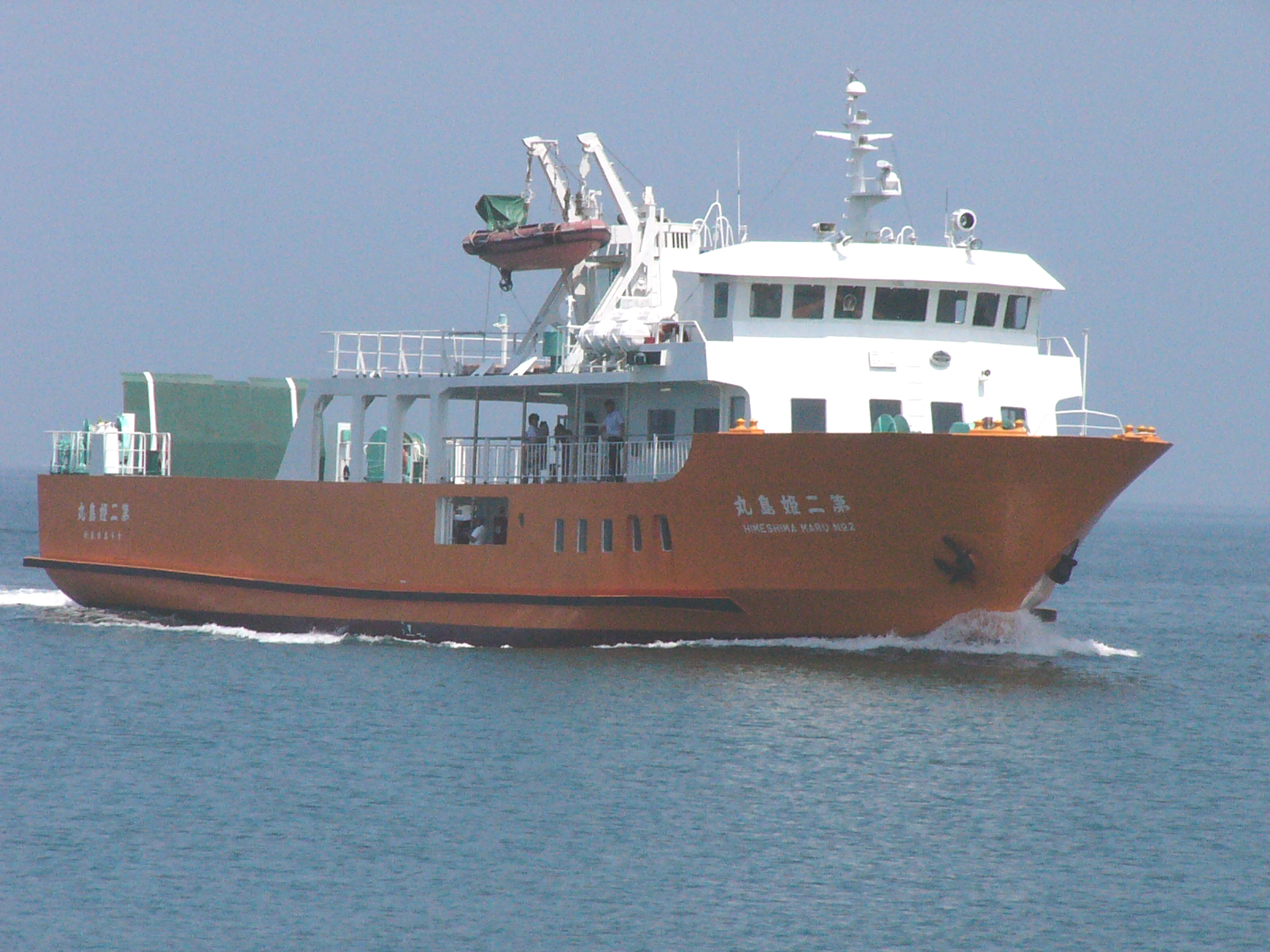
제2히메시마호

구니사키시에 있는 이미항과 히메시마항을 연결하는 히메시마 촌영 페리인 "히메시마호"가 운항하고 있다. 그리고 그것이 히메시마촌으로 들어가는 유일한 교통 수단이다.